# Olaf Henning
Pour les articles homonymes, voir Henning.
Olaf Henning est un chanteur de schlager allemand né le 14 mars 1968 à Mülheim an der Ruhr.
Il est notamment l'auteur du tube de schlager Cowboys und Indianer (Des cowboys et des indiens).

## Discographie

### Albums
- 1999 – Die Manege ist leer
- 1999 – Das Party-Album
- 2000 – Alarmstufe Rot
- 2000 – Schöne Bescherung
- 2001 – Das Party-Album 2
- 2002 – Olaf Henning / Freunde 2002
- 2003 – Best of Olaf Henning
- 2004 – Echt Henning
- 2004 – Partyalbum 3
- 2005 – Total verboten
- 2005 – Klingelton Album Olaf Henning
- 2007 - Alles erlaubt
- 2008 - Das Beste für Cowboys und Indianer

### Singles
- 1998 – Der Clown (Die Manege ist leer)
- 1998 – Herzdame
- 1999 – Blinder Passagier
- 1999 – Echt Kacke
- 2000 – Das Spiel ist aus
- 2000 – Cowboy und Indianer
- 2001 – Alarmstufe Rot (Der Remix)
- 2001 – Maddalena 2001 (Du Luder)
- 2001 – Merry Christmas
- 2002 – Solange wir leben
- 2003 – Wieder mal verliebt
- 2003 – Endlich zuhause
- 2003 – Im Zweifel für den Angeklagten
- 2003 – Wieder mal verliebt
- 2004 – Schick mir die Rechnung
- 2004 – Cowboy und Indianer 2004
- 2004 – Ich will nach hause zu Mama
- 2005 – Cowboy und Indianer 2005
- 2005 – Traumprinz
- 2006 – Cowboy und Indianer 2006
- 2007 – Für heute für morgen für immer
- 2008 – Cowboy und Indianer (Hit Version 2008)